# Interdependens
Interdependens er et politologisk udtryk for det gensidige afhængighedsforhold, som lande, politiske partier eller andre typer af grupper befinder sig i.
Graden af interdependens er øget i takt med globaliseringen, hvor mange stater ikke kan klare sig alene, men er afhængige af samarbejde med andre stater.